# Studentski trg
Le Studentski trg ou place des Étudiants (en serbe cyrillique : Студентски трг) est une place du centre-ville de Belgrade et un quartier de Belgrade, la capitale de la Serbie. Il est situé dans la municipalité de Stari grad.

## Emplacement
Le Studentski trg est situé à mi-chemin entre la place de la République (à l'est) et le parc-forteresse de Kalemegdan (à l'ouest). Le quartier est centré autour de la place et du parc de l'Université. Au nord, il s'étend jusque dans le quartier de Dorćol, tandis que la zone piétonne de la rue du Prince Michel (Knez Mihailova) est située au sud.

## Histoire

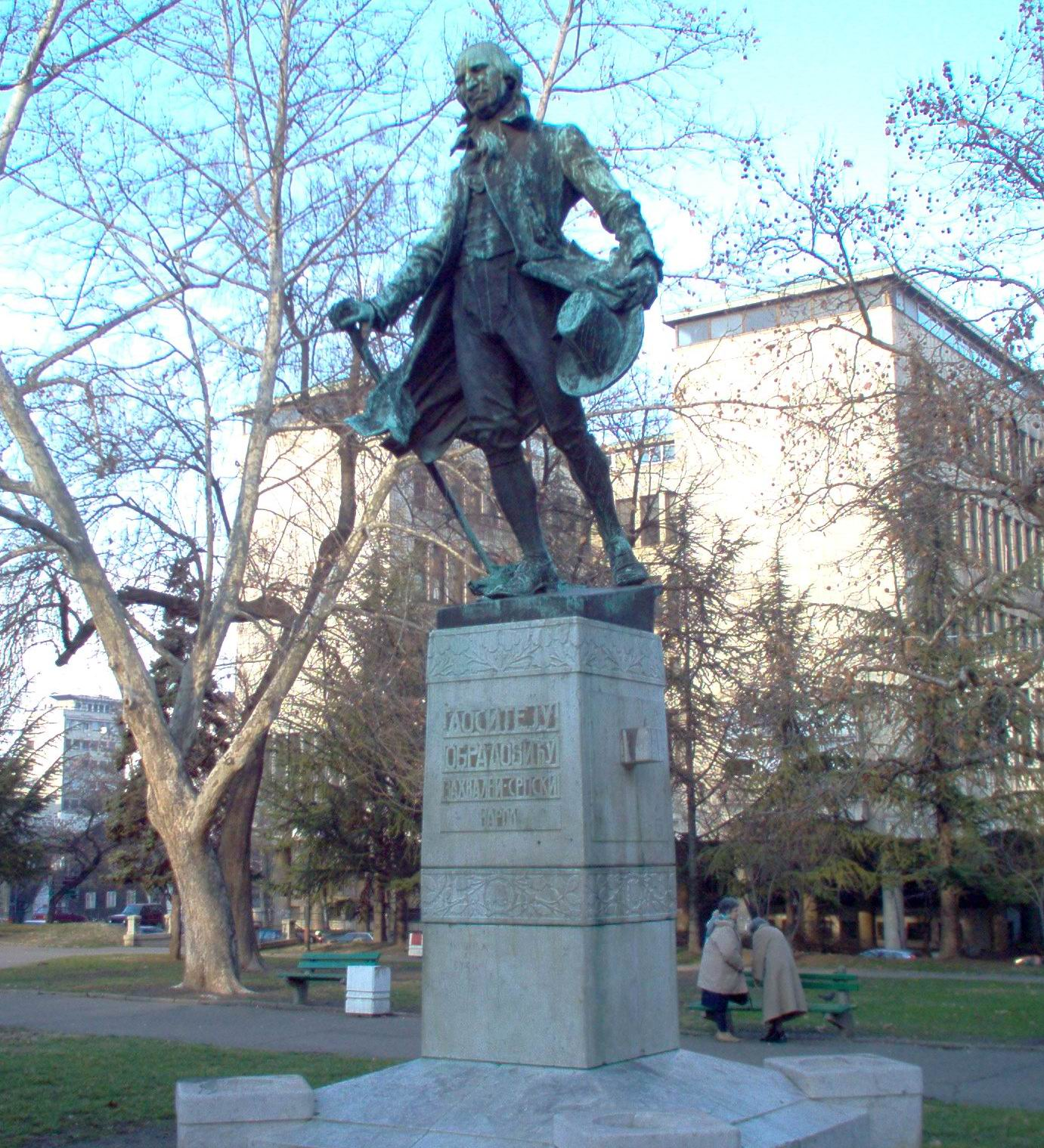
Le monument de Dositej Obradović

Le Studentski trg se trouve à l'emplacement du forum romain de l'antique Singidunum, dont il conserve la forme rectangulaire.
À l'époque moderne, le Studentski trg a été intégré à un projet de places se succédant le long de l'ancienne route menant de Kalemegdan à Slavija : Studentski Trg-Trg Republike-Terazije-Cvetni trg-Slavija. Entretemps, le Studentski Trg et Terazije ont perdu leur fonction de place pour devenir des rues.

## Institutions et architecture
Le Studentski trg accueille de nombreuses institutions culturelles et éducatives (d'où les noms de Place des Étudiants ou de parc de l'Université).

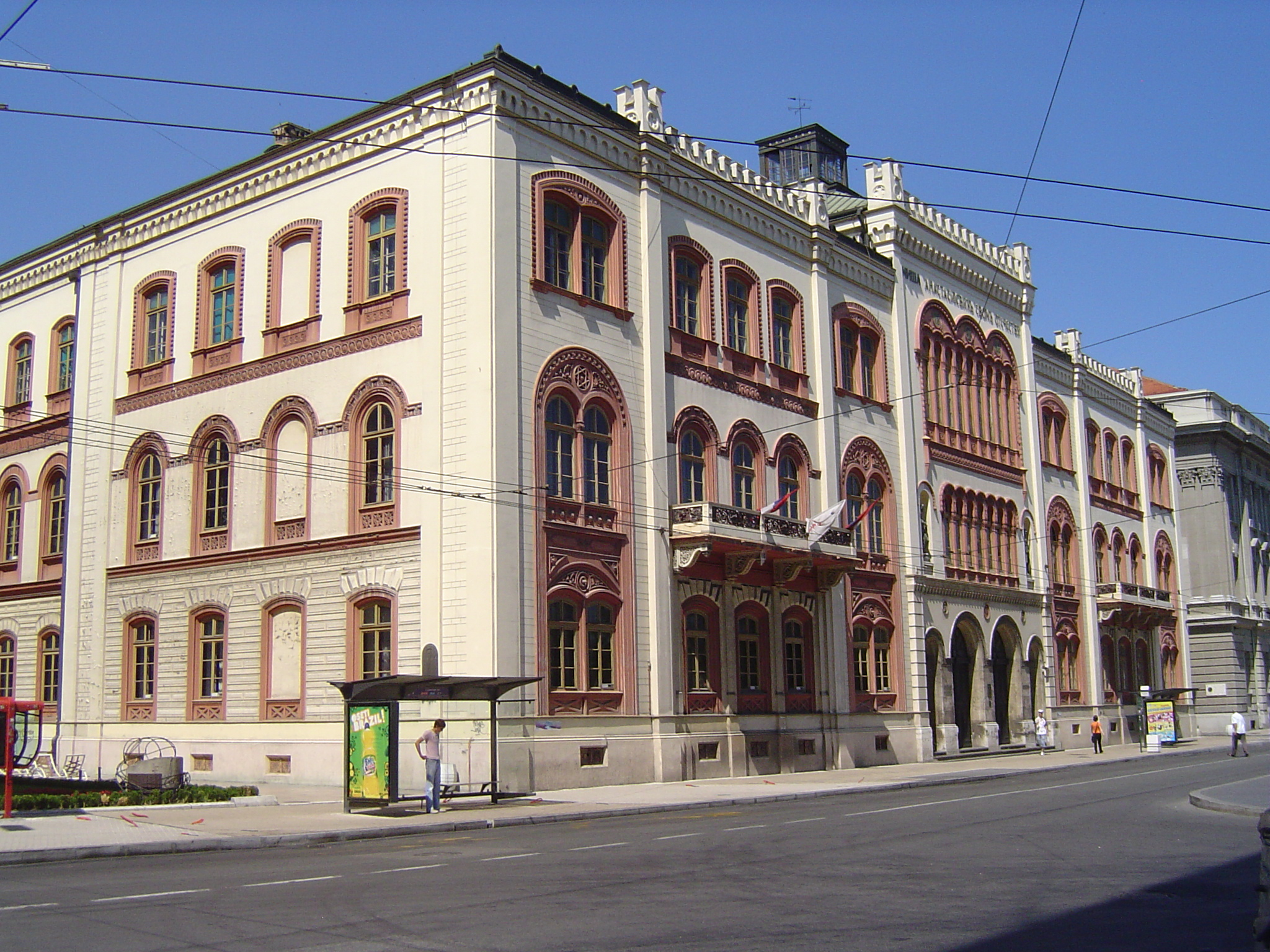
Le rectorat de l'université de Belgrade

On y trouve par exemple le rectorat de l'Université de Belgrade ; connu sous le nom de résidence du capitaine Miša, le bâtiment a été construit entre 1858 et 1863 pour Miša Anastasijević, le « capitaine du Danube », un riche marchand partenaire en affaires du prince Miloš Obrenović ; en raison de son importance, il figure sur la liste des monuments culturels d'importance exceptionnelle de la république de Serbie et sur la liste des biens culturels de la ville de Belgrade}. On y trouve aussi la faculté de biologie et la faculté de mathématiques de l'université de Belgrade (au n° 16) ainsi que la Faculté de géographie (n°3/III) et la Faculté de philologie.
La Fondation Ilija Kolarac, parfois appelée Université Ilija Kolarac, est située sur la place au n° 5 ; elle possède une salle de concert qui joue un rôle important dans la vie culturelle belgradoise ; construite grâce au riche marchand Ilija Milosavljević Kolarac (1800-1878) entre 1929 et 1932 par l'architecte Petar Bajalović, elle est inscrite sur la liste des biens culturels de la ville de Belgrade.
La librairie Plato et le musée ethnographique de Belgrade (au n° 13) sont également situés sur la place.

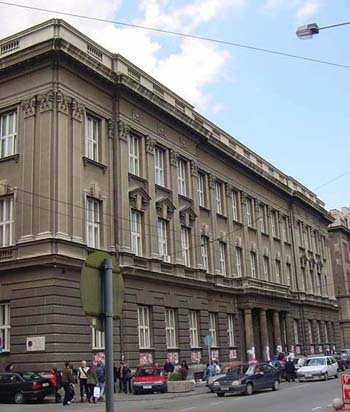
La Faculté de Philologie
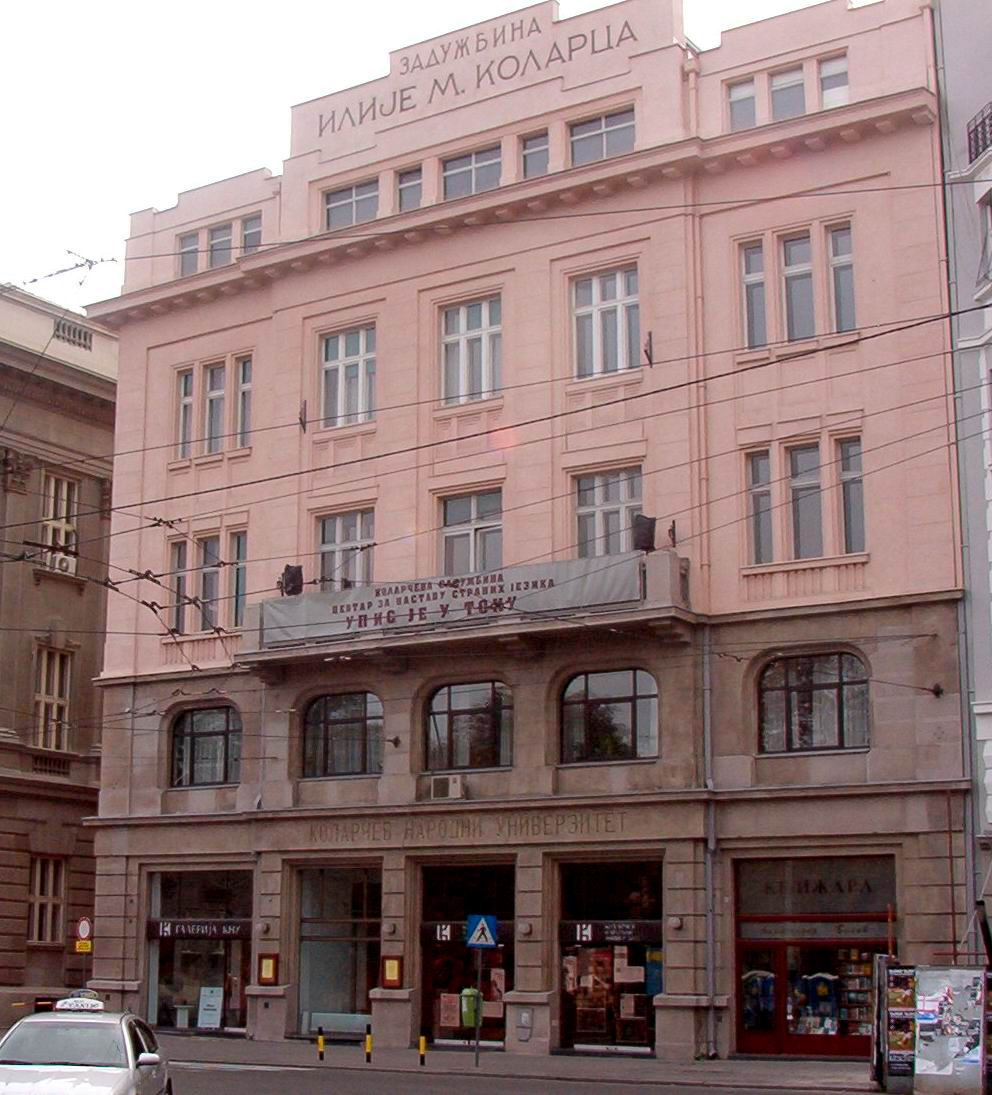
La Fondation Ilija Kolarac
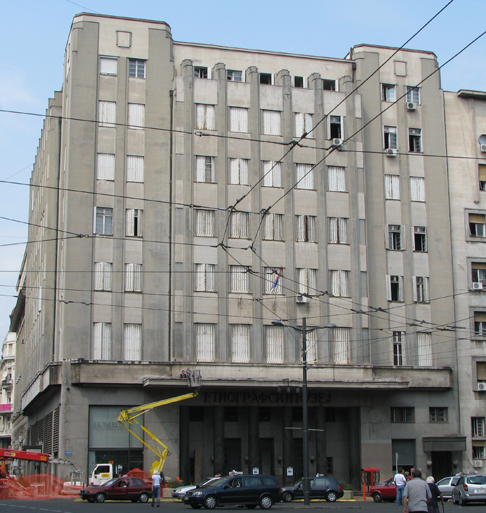
Le Musée ethnographique de Belgrade

De nombreux monuments ornent la place et le parc de l'Université, dont un monument en l'honneur du poète Petar Petrović-Njegoš ou celui de Jovan Cvijić, inauguré en 1953. Le monument de Dositej Obradović, situé dans le parc, a été érigé en 1914 ; il est classé parmi les biens culturels de la ville de Belgrade. Le monument de Josif Pančić, lui aussi placé dans le parc a érigé en 1897 ; il a été réalisé par le sculpteur Đorđe Jovanović et il est également inscrit sur la liste des biens culturels de la ville de Belgrade.

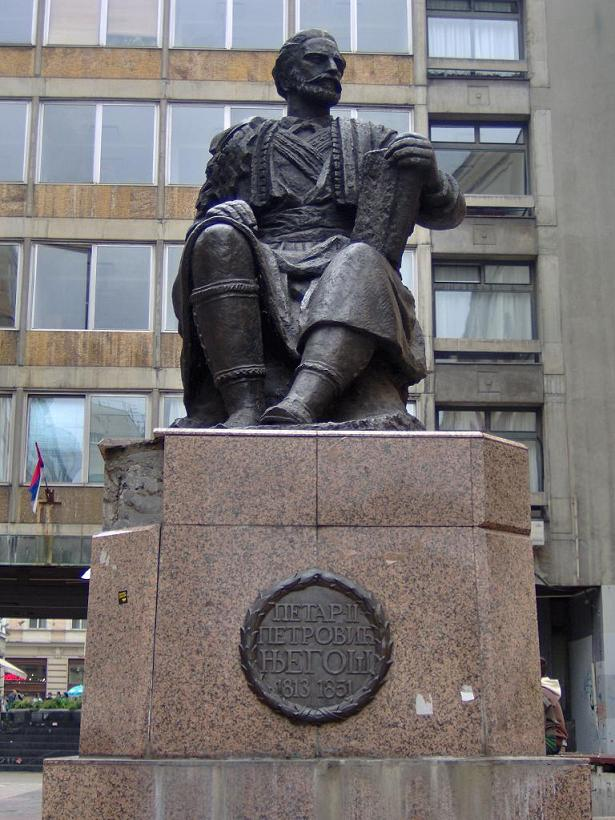
Le monument de Petar Petrović-Njegoš
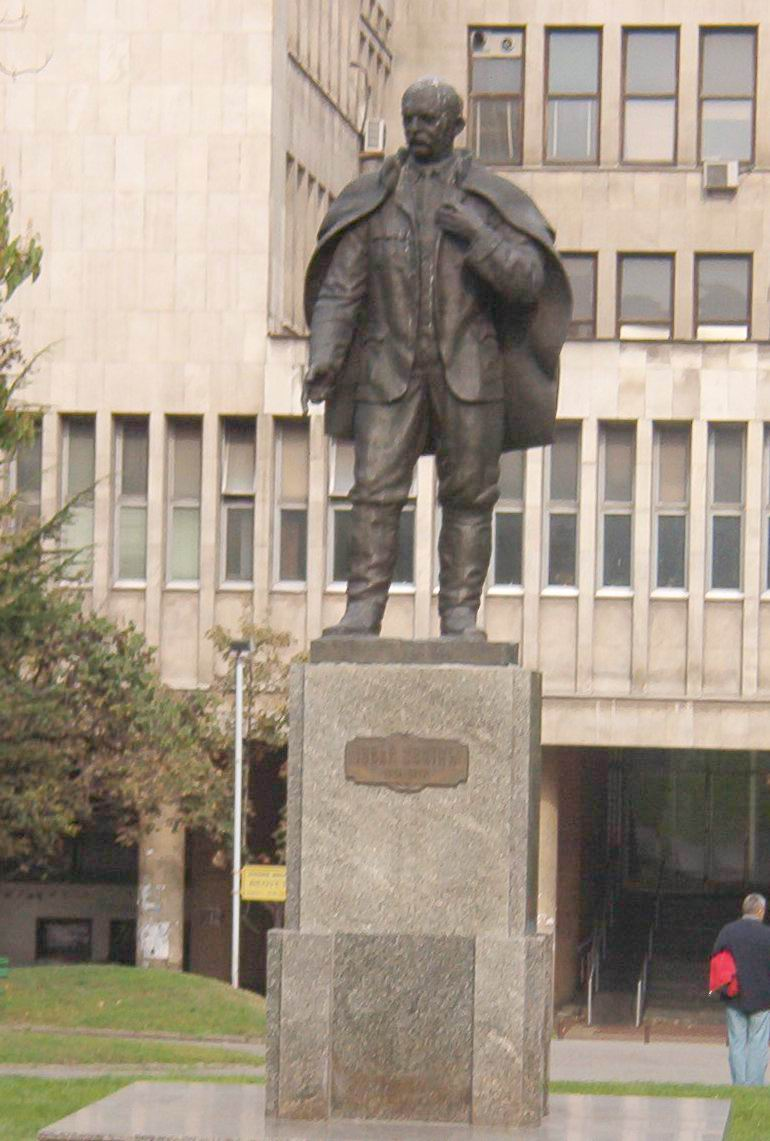
Le monument de Jovan Cvijić
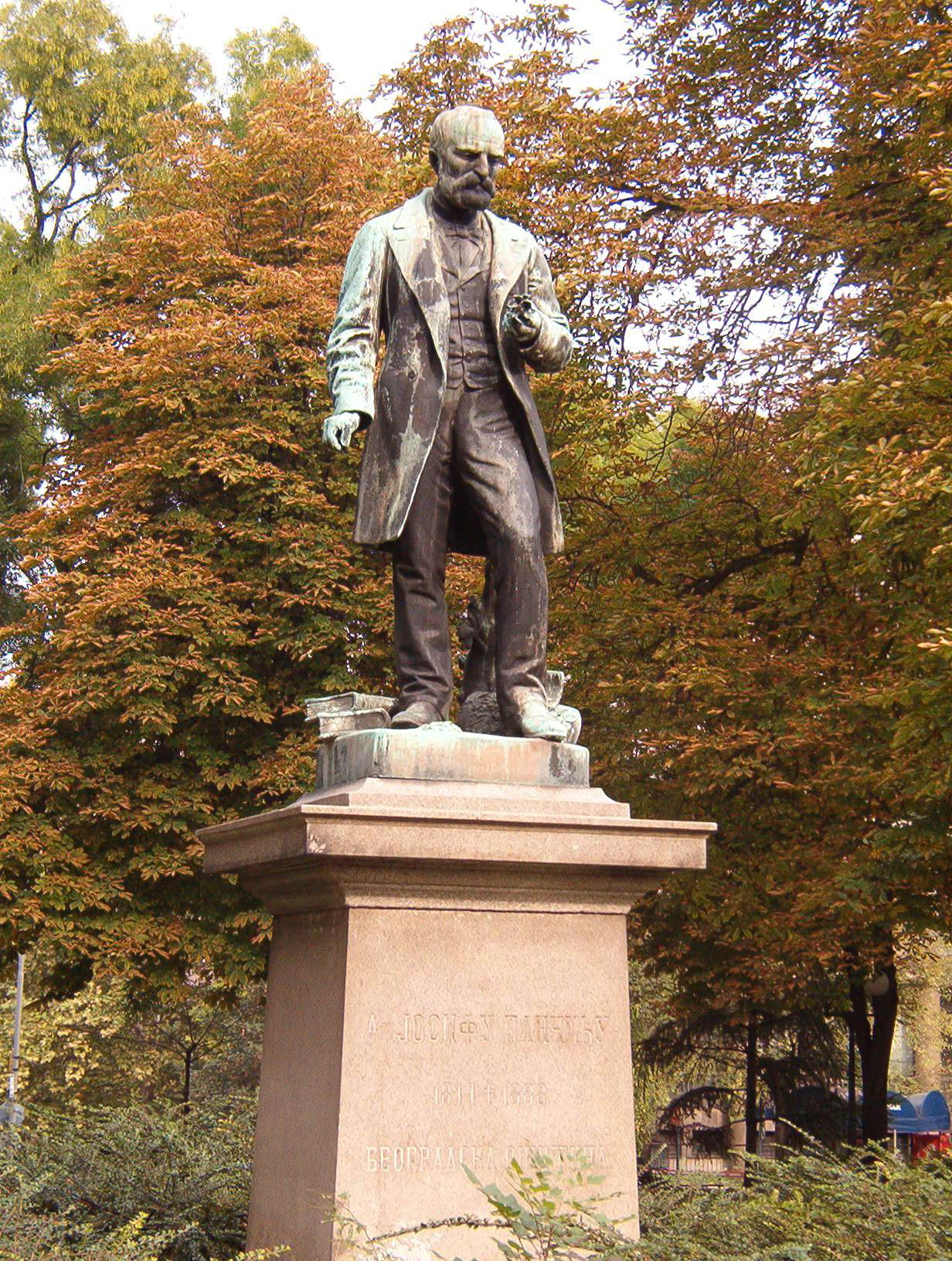
Le monument de Josif Pančić

## Transports
Le Studentski trg sert de plaque tournante (ou de terminus) pour les lignes de la société GSP Beograd. La ligne d'autobus 31 (Studentski trg – Konjarnik) a l'un de ses terminus sur la place. Sept des huit lignes de trolleybus de Belgrade possèdent aussi un terminus sur la place : ce sont les lignes 19 (Studentski trg - Konjarnik), 21 (Studentski trg – Učiteljsko naselje), 22 (Studentski trg - Kruševačka), 22L (Studentski trg – Slavija), 28 (Studentski trg – Zvezdara), 29 (Studentski trg - Medaković III) et 41 (Studentski trg – Banjica II).